# Medjellé
Le Medjellé (ou « la Medjellé » ; en turc : Mecelle, de l'turc ottoman مجله), aussi appelé « le Code civil ottoman », était composé de 16 livres et entra en vigueur en 1876.
Selon un auteur,

« On constate que la Medjellé n'avait pas les qualités d'un véritable code civil. À cause de l'absence de réglementations propres au Droit de la personnalité, de la famille et des successions, on continuait à consulter les livres de fikih basés sur le Coran. »

Il continua néanmoins à s'appliquer en Syrie jusqu'en 1949.